# Space 1992: Rise of the Chaos Wizards
Space 1992: Rise of the Chaos Wizards je druhé studiové album britsko-švýcarské power metalové kapely Gloryhammer, které bylo vydáno 25. září 2015 u vydavatelství Napalm Records. Deluxe edice alba obsahovala orchestrální verze všech písní s jinými názvy.

## Příběh
V roce 1992, jedno tisíciletí po událostech v příbězích Tales from the Kingdom of Fife, zlý černokněžník Zargothrax setrvává v kryogenickém spánku, vězněn vesmírnými rytíři z Crailu na měsíci Neptunu, Tritonu (“Infernus Ad Astra”). Kult "bezbožných chaotických čarodějů" naplánuje jeho útěk a úspěšně ho osvobodí útokem na Triton (“Rise of the Chaos Wizards”). Mezigalaktický bojovník, princ Angus McFife XIII, potomek původního Anguse McFife(a), s kouzelným kladivem slávy, přejmenovaném za dlouhé tisíciletí na Hvězdné kladivo (“Legend of the Astral Hammer”), hodlá Zargothraxe zastavit.

Zargothrax vyhledá skřetího krále, aby mu dal krystalový klíč ke skrytému portálu do pekla pod mocnou citadelou ve městě Dundee (“Goblin King of the Darkstorm Galaxy”). K Angusovi se přidává legendární Hollywoodský Hootsman (“The Hollywood Hootsman”), a sjednocení rytíři z Crailu vedeni velmistrem Proletiem a Tritonskými přeživšími včetně velmistra Regulona (“Victorious Eagle Warfare”). Přidají se k Angusovi i Kvestlordi z Invernessu (“Questlords of Inverness, Ride to the Galactic Fortress!”). Obě síly, Anguse (“Heroes [of Dundee]”) a Zargothraxe (“Universe on Fire”) se připravují na konečný střet.

Když se pak srazí armády na orbitě Marsu (s velkými ztrátami pro Anguse), Zargothrax letí na Zem, kde pod Dundeem začne rituál pro vyvolání zlého pekelného boha Kor-Virliatha, který má zničit galaxii. Varován poustevníkem Ralathorem, se Hootsman urychleně vrací na Zem, odhalí, že je kyborg a detonuje svojí neutronovou hvězdu co používá jako srdce. Zničí tím celou planetu (Zemi) a zastaví tím rituál (“Apocalypse 1992”). V poslední chvíli, aby se zachránil Zargothrax použije své poslední krystaly síly a vytvoří červí díru do jiné reality, kam projde následovaný Angusem McFifem XIII, aby černokněžníka provždy zničil.

## Seznam skladeb
| Pořadí         | Název                                                   | Hudba                          | Text                  | Délka |
| -------------- | ------------------------------------------------------- | ------------------------------ | --------------------- | ----- |
| 1.             | Infernus Ad Astra                                       | Ben Turk                       | Christopher Bowes     | 1:24  |
| 2.             | Rise of the Chaos Wizards                               | Bowes, Paul Templing, Turk     | Bowes                 | 3:57  |
| 3.             | Legend of the Astral Hammer                             | Gloryhammer                    | Bowes                 | 5:13  |
| 4.             | Goblin King of the Darkstorm Galaxy                     | Bowes, Templing, Turk          | Bowes                 | 3:38  |
| 5.             | The Hollywood Hootsman                                  | Bowes, Templing, Turk          | Bowes                 | 3:54  |
| 6.             | Victorious Eagle Warfare                                | Bowes, Templing, Turk          | Bowes                 | 4:59  |
| 7.             | Questlords of Inverness, Ride to the Galactic Fortress! | Bowes, Templing, Turk, Winkler | Bowes, Thomas Winkler | 5:22  |
| 8.             | Universe on Fire                                        | Bowes, Turk                    | Bowes, Winkler        | 4:06  |
| 9.             | Heroes (of Dundee)                                      | Bowes, Templing, Turk, Winkler | Bowes, Winkler        | 5:49  |
| 10.            | Apocalypse 1992                                         | Bowes, Turk, Winkler           | Bowes                 | 9:38  |
| Celková délka: | Celková délka:                                          | Celková délka:                 | Celková délka:        | 48:00 |

| Physical Version Hidden Track | Physical Version Hidden Track | Physical Version Hidden Track |
| Pořadí                        | Název                         | Délka                         |
| ----------------------------- | ----------------------------- | ----------------------------- |
| 11.                           | Dundax Aeterna                | 4:26                          |
| Celková délka:                | Celková délka:                | 52:26                         |

## Obsazení
- Thomas Winkler (mezihvězdný princ Angus McFife XIII) – zpěv
- Christopher Bowes (zlý černokněžník Zargothrax) – klávesy
- Paul Templing (Velmistr Proletius) – kytara
- James Cartwright (barbarský bojovník Hollywood Hootsman) – basová kytara
- Ben Turk (poustevník Ralathor) – bicí